# Danbury Trashers
Die Danbury Trashers waren eine US-amerikanische Eishockeymannschaft aus Danbury, Connecticut. Das Team spielte von 2004 bis 2006 in der United Hockey League.

## Geschichte
Die Mannschaft wurde 2004 als Franchise der United Hockey League gegründet. Nachdem die Mannschaft in ihrer Premierenspielzeit in der zweiten Playoff-Runde um den Colonial Cup gescheitert war, erreichte sie in der Saison 2005/06 zunächst den ersten Platz in der Eastern Division, ehe sie anschließend im Playoff-Finale nach Siegen über die Quad City Mallards und Muskegon Fury den Kalamazoo Wings mit 1:4 Siegen in der Best-of-Seven-Serie unterlag.              
Im Anschluss an die Saison 2005/06 wurde das Franchise aufgelöst. Vorausgegangen war ein Betrugsskandal, in den 29 Mitglieder des Franchises verwickelt waren. Die Verantwortlichen hatten den Salary Cap illegal um das Dreifache des Erlaubten erweitert. Die Lücke, die das Team in der Stadt hinterließ, wurde 2008 von den Danbury Mad Hatters aus der Eastern Professional Hockey League gefüllt.

## Saisonstatistik
Abkürzungen: GP = Spiele, W = Siege, L = Niederlagen, T = Unentschieden, OTL = Niederlagen nach Overtime SOL = Niederlagen nach Shootout, Pts = Punkte, GF = Erzielte Tore, GA = Gegentore, PIM = Strafminuten
| Saison  | GP | W  | L  | T | OTL | SOL | Pts | GF  | GA  | Platz       | Playoffs                        |
| 2004/05 | 80 | 44 | 29 | — | —   | 7   | 95  | 265 | 243 | 2., Eastern | Niederlage in der zweiten Runde |
| 2005/06 | 76 | 48 | 17 | — | —   | 11  | 107 | 308 | 227 | 1., Eastern | Niederlage im Finale            |

## Team-Rekorde

### Karriererekorde
Spiele: 136  Alex Goupil
Tore: 50  Alex Goupil
Assists: 102  Jeff Daw
Punkte: 148  Jeff Daw
Strafminuten: 496  Brad Wingfield

## Bekannte Spieler
- Garrett Burnett
- Jean-Michel Daoust
- Jon Mirasty
- Rumun Ndur
- Bruce Richardson
- Michael Rupp
- Luke Sellars